# Opisthobranchia
Los opistobranquios (Opisthobranchia) o babosas de mar son una infraclase de moluscos gasterópodos. El nombre deriva del griego opisthen, detrás, y significa branquias atrás, al contrario de los Prosobranchia (del griego proso, adelante) que significa branquias adelante.
Su masa visceral presenta solo una torsión de 90° (y no de 180°) respecto al conjunto cabeza-pie, lo que los distingue de los prosobranquios. Son exclusivamente marinos y su concha está reducida o ausente.

## Lista de órdenes
Los opistobranquios incluyen, según el Registro Mundial de Especies Marinas, los siguientes órdenes:
- Acochlidiacea
- Anaspidea
- Cephalaspidea
- Gymnosomata
- Nudibranchia
- Pleurobranchomorpha
- Runcinacea
- Sacoglossa
- Thecosomata
- Umbraculida

## Alimentación
Se alimentan de algas, anémonas, corales, o hidroides.
Algunas especies se alimentan de esponjas, recibiendo el nombre de espongiófagos, a pesar de que las esponjas tienen un complejo esqueleto constituido por espículas y componentes tóxicos. Generalmente se alimentan de una especie específica de esponjas.